# Erebostrota albocincta
Erebostrota albocincta är en fjärilsart som beskrevs av W. Warren 1889. Erebostrota albocincta ingår i släktet Erebostrota och familjen nattflyn. Inga underarter finns listade i Catalogue of Life.